# Монтсерратский цветной трупиал
Монтсерратский цветной трупиал (лат. Icterus oberi) — вид птиц семейства трупиаловых. Эндемик о. Монтсеррат, является символом острова. Научное название получил в честь американского натуралиста Фредерика Альбиона Обера, который обнаружил вид в 1880 году.

## Описание
Птица достигает длины от 20 до 22 см. Взрослый самец преимущественно чёрен. Низ спины, гузка, плечи, низ груди, брюхо и подхвостье желтоватые. Взрослая самка имеет тусклую желтовато-зелёную окраску верхней стороны и желтоватую нижнюю сторону. Молодые птицы окрашены более тускло, чем взрослые особи.

## Местообитание
Птица населяет все типы лесов на высотах от 150 до 900 м. Наибольшей плотности популяция достигает во влажных лесах более высоких местоположений, где доминирует вид Heliconia caribaea рода геликонии (Heliconia). В очень сухих лесах птица отсутствует. Иногда её можно встретить также на окраине банановых плантаций.

## Образ жизни
Сезон гнездования длится с марта по август. Однако, точная дата зависит, вероятно, от сезона дождей. Не успешные пары могут иметь до 5 попыток гнездования в год. Успешные пары имеют две кладки в год. Самец и самка сооружают гнездо в форме корзинки из вьющихся растений, которое прикрепляется обычно среди листьев вида Heliconia caribaea. Иногда гнёзда находят также среди листьев бананов или листьев лиственных деревьев. Самка высиживает от 2 до 3 пятнистых яиц. Оба родителя заботятся о выводке. Питание состоит преимущественно из насекомых. Иногда плоды и нектар обогащают ассортимент питания.

## Охранный статус
До начала 1990-х годов птица обитала в засаженных лесом регионах трёх вулканических основных массивов Серебряные холмы, Центральные холмы и Суфриер-Хилс. С 1995 по 1997 год активность Суфриер-Хилс уничтожала две трети жизненного пространства. Сначала предполагали, что выжила только популяция в Центральных холмах, хотя и этот регион был также опустошён пирокластическим потоком. Позже, тем не менее, на южном склоне Суфриер-Хилс в лесистой области на площади от 1 до 2 км² примерно в одном километре от вершины вулкана был обнаружен остаток популяции. В 1997 году BirdLife International оценил мировой состав в 4 000 особей. Наблюдения с 1997 по 2001 годы дали в итоге следующий остаток состава приблизительно от 40 до 50% вопреки уменьшению вулканической активности. Причинами служат сократившийся ассортимент питания, плохое состояние здоровья птиц из-за дождей с пеплом, а также разорение гнёзд крысами и жемчужноглазым крикливым пересмешником (Margarops fuscatus). В 2001 и 2003 следующие извержения вызвали тяжёлые дожди пепла на далекие области Centre Hills, причём много гнёзд было разрушено и количество выводков уменьшилось. Сегодня состав оценивается от 100 до 400 пар.
В 1999 году стартовала спасательная акция Фонда им. Джеральда Даррелла. Были пойманы и переданы в зоопарк Джерси 8 экземпляров птиц, которые успешно гнездятся.